# Craniophora albosignata
Craniophora albosignata là một loài bướm đêm trong họ Noctuidae.